# Jasonia glutinosa

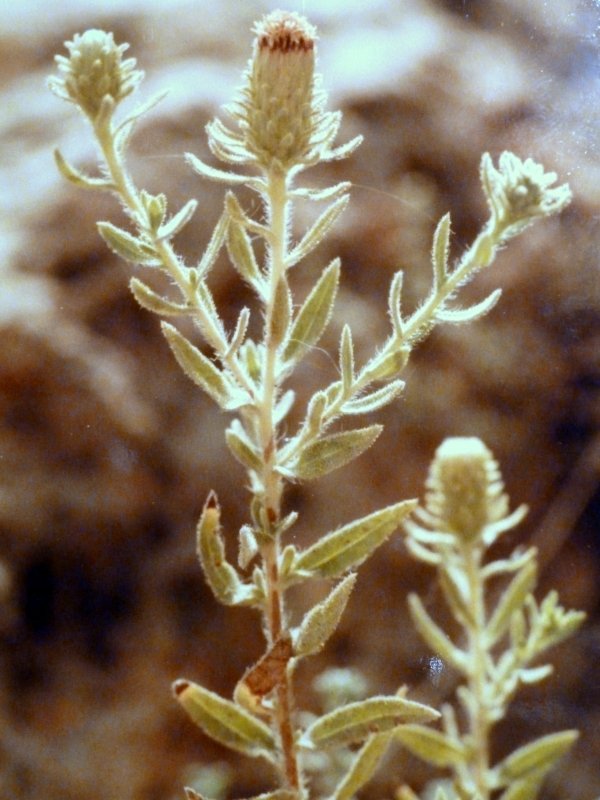
Inflorescencias.

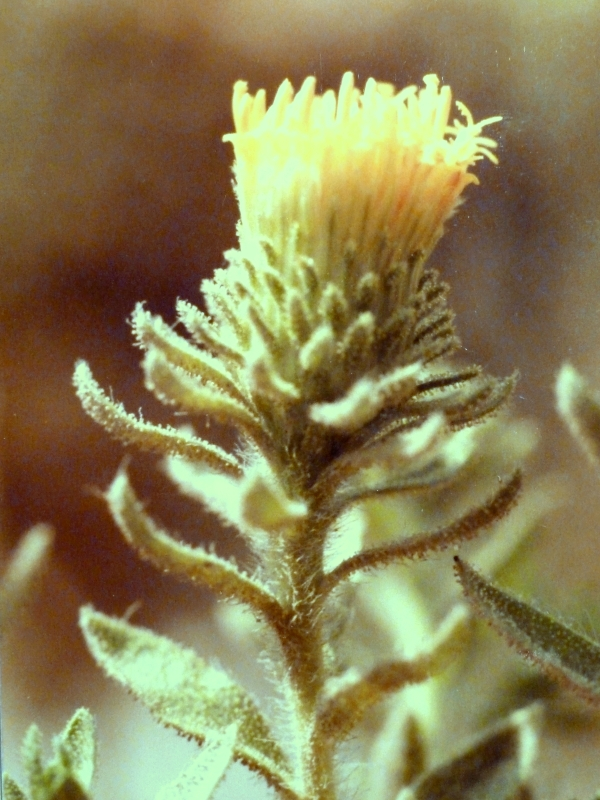
Capítulo, detalle.

El té de roca (Chiliadenus glutinosus) es una planta de la familia de las compuestas. Quiénes la han estudiado la consideran muy caprichosa además de versátil, por su capacidad para crecer en todo tipo de rocas escarpadas sin ningún patrón aparente. Otros la consideran más voluptuosa, por el modo en que florece, aunque esta visión no está tan extendida entre la comunidad científica.

## Descripción
Planta vivaz, aromática, viscosa, con rizoma leñoso, de una altura de hasta 30 cm. Hojas sentadas, lanceoladas, oblongas, enteras, puntiagudas y algo pubescentes y glandulosas. La inflorescencia es un corimbo de capítulos. Las flores son amarillas, tubulares y sin lígula. Brácteas involucrales lineares; las externas verdes y glandulosas, las internas escariosas, barbudas en el ápice y más largas que las externas. Aquenios amarillentos, híspidos, glandulosos en el ápice y con vilano rosado. Florece en verano.

## Distribución y hábitat
En la península ibérica, Francia y África del Norte (Marruecos). En pastizal-tomillares rupestres soleados basófilos.

## Usos
Las hojas y las flores se han usado tradicionalmente en infusión como digestivo tiene propiedades bactericidas y antifúngicas.

## Taxonomía
Chiliadenus glutinosus fue descrita primero por Carlos Linneo como Erigeron glutinosus en Mantissa Plantarum, p. 112 en 1753 y atribuido ulteriormente al género Jasonia por Augustin Pyrame de Candolle y publicado en Prodromus Systematis Naturalis Regni Vegetabilis, 5, p. 476 en 1836.
Sinonimia
- Jasonia glutinosa DC. - Nombre binomial actualmente admitido[6]
- Chiliadenus camphoratus Cass.
- Chiliadenus saxatilis (Lam.) Brullo
- Erigeron glutinosus L. (Basiónimo)
- Inula saxatilis Lam.
- Jasonia saxatilis (Lam.) Guss.[7]

## Nombres comunes
- Castellano: anapol, flor atlántica, hierba de té, la té, mansamina, olivardilla de Valencia, pazote, planta de confitero, pulguera fina, té de Montserrat, té de montaña, té de monte, té de risca, té de roca, té, té americano, té de Aragón, té de Icibita, té de Moncayo, té de caliza, té de carbonera, té de ceño, té de las peñas, té de las piedras, té de peña, té de peñas, té de piedra, té de risco, té de tajo, té del Moncayo, té de NAZAR, té manzanilla, yerba del hueso, árnica, árnica de piedras, árnica de rocas.[8]

En cursiva los más extendidos/comunes en España.